# محرك خطي

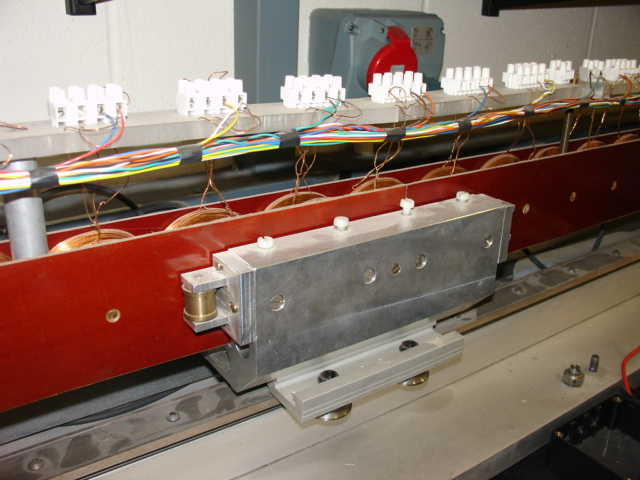
المحرك الخطي الكهرومغناطيسي – نموذج أولي. ملفات نحاسية مرئية مع تيار قابل للتبديل. يحتوي عنصر السفر على مغناطيس (مغناطيسات) دائمة.

المحرك الخطي أو محرك الحث الخطي أو الموتور الخطي هو محرك كهربائي ذو تيار متناوب عضوه الثابت غير ملفوف وبالتالي بدلا من أن يكون خرجه عزم يمكنه إنتاج قوة خطية غالبا بقوة لورنتز.
تتناسب القوة الناتجة طرديا مع تيار المحرك الخطي وفقا للعلاقة:
{\displaystyle \mathbf {F} =q\left(\mathbf {v} \times \mathbf {B} \right)}

## أنواعه
يوجد نوعان رئيسيان من المحرك الخطي هما:
- محرك خطي بطيئ التسارع
- محرك خطي عالي التسارع

## تطبيقاته
- القطارات الهوائية
- المطارات

## تاريخ

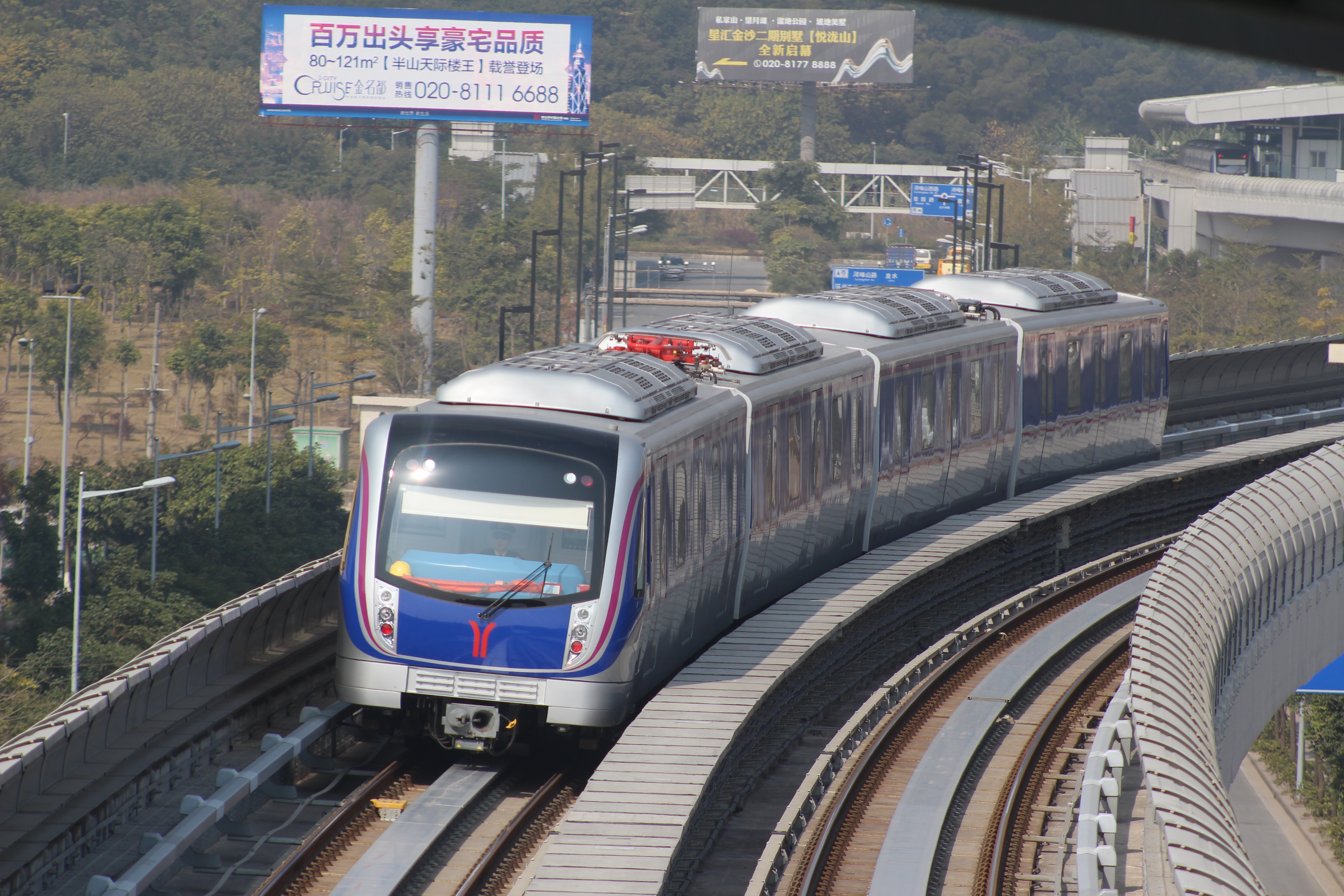
يُحرِّك قطار خط 6 لمترو قوانغتشو، المُصنَّع بواسطة CRRC Sifang وكاواساكي للصناعات الثقيلة، نفسه باستخدام شريط حث مصنوع من الألومنيوم موضوع بين القضبان.

يعود تاريخ المحركات الكهربائية الخطية إلى أربعينيات القرن التاسع عشر على الأقل، إلى أعمال تشارلز ويتستون في كلية الملك بلندن، ولكن نموذج ويتستون كان غير فعال للغاية ليكون عمليًا. تم وصف محرك حثي خطي قابل للتطبيق في براءة الاختراع الأمريكية 782,312 (1905 - المخترع ألفريد زيدن من فرانكفورت-أم-ماين)، لاستخدامه في قيادة القطارات أو المصاعد.
بنى المهندس الألماني هرمان كمبر نموذجًا عمليًا في عام 1935. في أواخر الأربعينيات، وطور الدكتور إريك لايثويت [الإنجليزية] من جامعة مانشستر، الذي أصبح فيما بعد أستاذ الهندسة الكهربائية الثقيلة في كلية لندن الإمبراطورية، أول نموذج عملي بالحجم الكامل.
في النسخة أحادية الجانب، تدفع قوى التنافر المغناطيسي الموصل بعيدًا عن الجزء الثابت، مما يجعله يطفو ويحمله في اتجاه المجال المغناطيسي المتحرك. أطلق على النسخ اللاحقة منه اسم "النهر المغناطيسي". تم تطبيق هذه التقنيات لاحقًا في عام 1984 في نظام النقل الجوي الرابط بين مطار برمينغهام ومحطة القطار المجاورة.

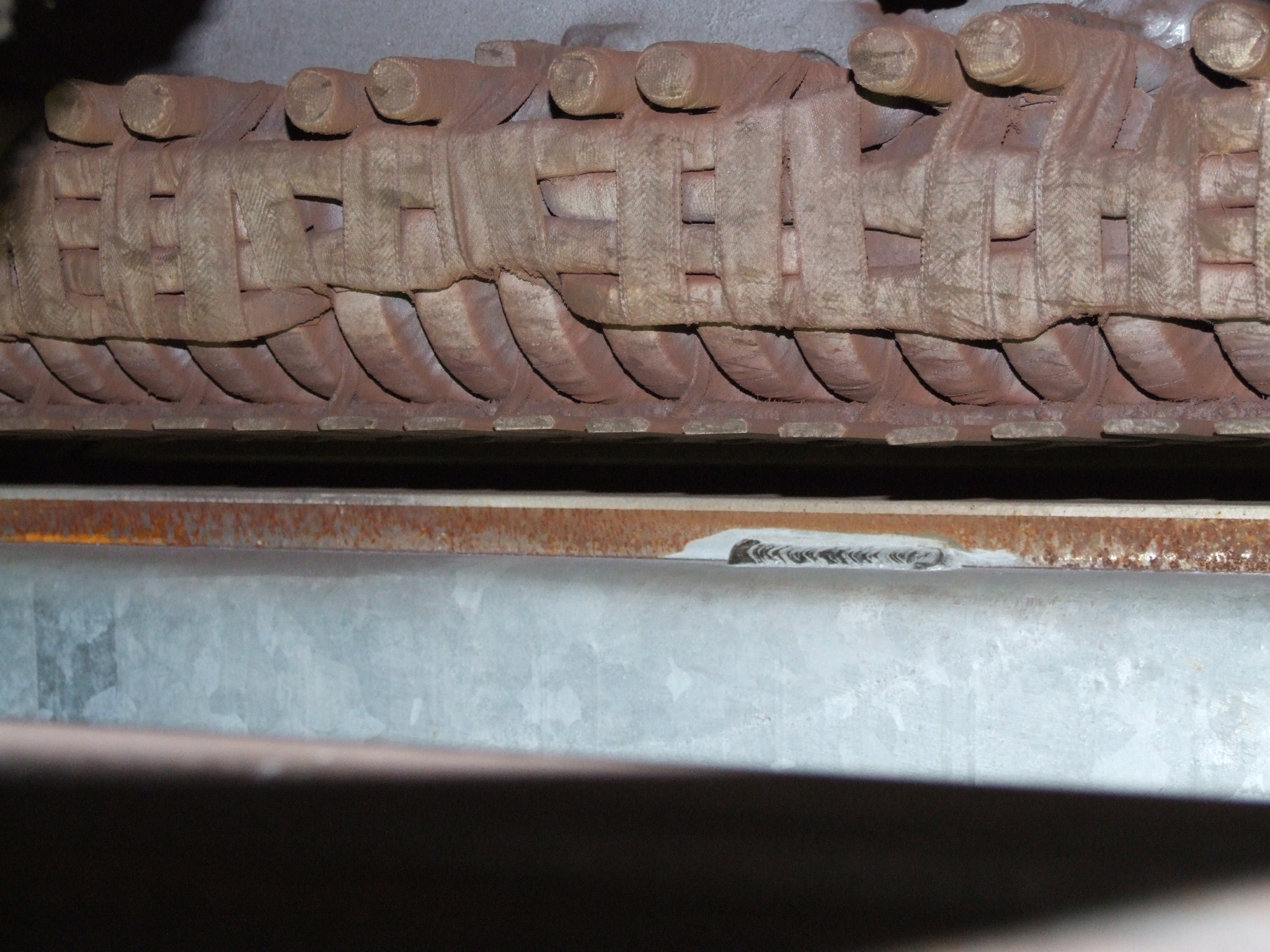
محرك خطي للقطارات يعمل على خط توئي أويدو.

بسبب هذه الخصائص، تُستخدم المحركات الخطية غالبًا في دفع القطارات المغناطيسية، كما هو الحال في خط قطار لينيمو [الإنجليزية] المغناطيسي في اليابان. ومع ذلك، تُستخدم المحركات الخطية بشكل مستقل عن الرفع المغناطيسي، بما في ذلك خط توئي أويدو [الإنجليزية] في طوكيو.
تُستخدم تقنية مماثلة أيضًا في بعض الأفعوانيات مع تعديلات، لكنها في الوقت الحالي لا تزال غير عملية في الترام الذي يعمل في الشوارع، على الرغم من أن ذلك يمكن تحقيقه نظريًا عن طريق دفنها في قناة مشقوقة.